# David McDowell Brown
David McDowell Brown (16. april 1956 – 1. februar 2003) var en amerikansk testpilot og astronaut. Hans første rumfærd var som missionspecialist på den tragiske mission STS-107 (også kaldet Columbia-ulykken), som endte med at rumfærgen Columbia disintegrerede ved genindtrædelsen i jordens atmosfære, hvorved hele besætningen om bord omkom.